# ريفرسايد هايتس
ريفرسايد هايتس هوِ حي داخل حدوِد مدينة تامبا بولاية فلوريدا. اعتبارا من تعداد عام 2000، كان عدد سكان الحي 2949 نسمة. الرموز البريدية التي تخدم المنطقة هي 33602 و 33603 و 33607. 

## جغرافية
حدود مرتفعات ريفرسايد هي جنوب مرتفعات سيمينول من الشمال، ونهر هيلزبره من الغرب، وكولومبوس درايف من الجنوب، ومرتفعات تامبا من الشرق.  تم وضع علامة جديدة في وسط الحي. 

## التركيبة السكانية
المصدر: أطلس مقاطعة هيلزبره
في تعداد عام 2000، كان هناك 2949 نسمة و 1299 أسرة تقيم في الحي. كانت الكثافة السكانية 4229 / ميل 2. كان التركيب العرقي للحي 79.0٪ أبيض، 14.0٪ أمريكي من أصل أفريقي، أقل من 1٪ أمريكي أصلي، 1٪ آسيوي، 4.0٪ من أعراق أخرى، و 2.0٪ من اثنين أو أكثر من السباقات. كان من أصل إسباني أو لاتيني من أي عرق حوالي 31 ٪. 
من بين 1299 أسرة، 23٪ لديها أطفال تقل أعمارهم عن 18 عامًا يعيشون معهم، و 36٪ من الأزواج الذين يعيشون معًا، و 17٪ لديهم ربة منزل بدون زوج، و 9٪ من غير العائلات. 32٪ من الأسر كانت مكونة من أفراد.
كان التوزيع العمري 20٪ تحت سن 18، و 20٪ من 18 إلى 34، و 24٪ من 35 إلى 49، و 17٪ من 50 إلى 64، و 18٪ 65 أو أكبر. لكل 100 أنثى هناك 84.6 ذكر.
بلغ نصيب دخل الفرد في الحي 19702 دولارًا. حوالي 10 ٪ من السكان كانوا تحت خط الفقر. ومن هؤلاء، 27٪ تحت سن 18.

## روابط خارجية
- جمعية ريفرسايد هايتس سيفيك
- ريفرسايد هايتس من حي لينك